# Hubert Spiess
Hubert Spiess (* 29. Juni 1964 in Kempten (Allgäu)) ist ein österreichischer Schauspieler, Regisseur und Theaterproduzent.

## Werdegang
Hubert Spiess absolvierte seine Ausbildung in Innsbruck und Wien. Anschließend folgten Engagements am Tiroler Landestheater Innsbruck und am Volkstheater Wien. Ein Engagement ans Sommertheater Winterthur führte ihn 1993 in die Schweiz. Anschließend war er zwei Jahre Ensemblemitglied am Städtebundtheater Biel-Solothurn.
Seit 1995 leitet er zusammen mit Erich Vock die Zürcher Märchenbühne. Dort arbeitet er sowohl als Schauspieler wie auch als Regisseur. Bereits seit 20 Jahren ist Hubert Spiess aber auch als Produzent von Komödien und Musicals tätig.
2007 gründete er mit Erich Vock zusammen die Firma Spock Productions GmbH. (Kleine Niederorfoper, La cage aux folles, Stägeli uf - Stägeli ab, Kille Kille, Außer Kontrolle …) Außerdem stand der Tiroler in diversen Dialektschwänken auf der Bühne, so als Psychiater in "Rente gut - alles gut", als österreichischer Pfarrer in "Kille Kille" oder als chinesischer Kellner in "Zwei für Eis".
Er inszenierte bei den Geierwally-Freilichtspielen "Marie die Alpenrosenkönigin" und "Kaspar und die Wilderer". 2010 inszenierte er die Komödie "Huusfründe". Seit 2011 gehörte er zum Ensemble der "Friends" in "Benissimo", der Samstagabend-Show des SRF.
Hubert Spiess ist offen homosexuell. Er setzte sich für das Zürcher Partnerschaftsgesetz ein, indem er sich mit seinem Partner auf Plakaten zeigte. Er lebt mit dem Schweizer Schauspieler Erich Vock in eingetragener Partnerschaft.